# Communauté de communes Vendée Grand Littoral
Die Communauté de communes Vendée Grand Littoral ist ein französischer Gemeindeverband mit der Rechtsform einer Communauté de communes im Département Vendée in der Region Pays de la Loire. Sie wurde am 12. Dezember 2016 gegründet und umfasst 20 Gemeinden. Der Verwaltungssitz befindet sich im Ort Talmont-Saint-Hilaire.

## Historische Entwicklung
Der Gemeindeverband entstand mit Wirkung vom 1. Januar 2017 durch die Fusion der Vorgängerorganisationen 
- Communauté de communes du Pays Moutierrois und der
- Communauté de communes du Talmondais.

Der ursprünglich als Communauté de communes Moutierrois Talmondais gegründete Verband wurde mit Wirkung vom 1. Januar 2018 auf die aktuelle Bezeichnung umbenannt.

## Mitgliedsgemeinden
| Gemeinde                                     | Einwohner 1. Januar 2022 | Fläche km² | Dichte Einw./km² | Code INSEE | Postleitzahl |
| -------------------------------------------- | ------------------------ | ---------- | ---------------- | ---------- | ------------ |
| Angles                                       | 2.966                    | 34,27      | 87               | 85004      | 85750        |
| Avrillé                                      | 1.408                    | 25,03      | 56               | 85010      | 85440        |
| Curzon                                       | 492                      | 5,90       | 83               | 85077      | 85540        |
| Grosbreuil                                   | 2.216                    | 36,33      | 61               | 85103      | 85440        |
| Jard-sur-Mer                                 | 3.046                    | 16,57      | 184              | 85114      | 85520        |
| La Boissière-des-Landes                      | 1.465                    | 23,74      | 62               | 85026      | 85430        |
| La Jonchère                                  | 483                      | 11,50      | 42               | 85116      | 85540        |
| Le Bernard                                   | 1.320                    | 27,37      | 48               | 85022      | 85560        |
| Le Champ-Saint-Père                          | 2.041                    | 24,67      | 83               | 85050      | 85540        |
| Le Givre                                     | 484                      | 12,42      | 39               | 85101      | 85540        |
| Longeville-sur-Mer                           | 2.442                    | 38,05      | 64               | 85127      | 85560        |
| Moutiers-les-Mauxfaits                       | 2.341                    | 9,23       | 254              | 85156      | 85540        |
| Poiroux                                      | 1.234                    | 25,38      | 49               | 85179      | 85440        |
| Saint-Avaugourd-des-Landes                   | 1.166                    | 20,85      | 56               | 85200      | 85540        |
| Saint-Benoist-sur-Mer                        | 511                      | 15,53      | 33               | 85201      | 85540        |
| Saint-Cyr-en-Talmondais                      | 400                      | 13,91      | 29               | 85206      | 85540        |
| Saint-Hilaire-la-Forêt                       | 824                      | 10,88      | 76               | 85231      | 85440        |
| Saint-Vincent-sur-Graon                      | 1.592                    | 48,79      | 33               | 85277      | 85540        |
| Saint-Vincent-sur-Jard                       | 1.602                    | 14,65      | 109              | 85278      | 85520        |
| Talmont-Saint-Hilaire                        | 8.327                    | 89,53      | 93               | 85288      | 85440        |
| Communauté de communes Vendée Grand Littoral | 36.360                   | 504,60     | 72               | –          | –            |